# Identidade pessoal
Em filosofia, a questão da identidade pessoal diz respeito às condições sob as quais uma pessoa em um momento é a mesma pessoa em outro momento. Uma análise da identidade pessoal fornece um conjunto de condições necessárias e suficientes para a identidade da pessoa através do tempo. 
Na filosofia moderna da mente, esse conceito de identidade pessoal é por vezes referido como o problema diacrônico da identidade pessoal. O problema de sincrônico é fundamentado na questão de quais características ou traços caracterizam uma determinada pessoa em um certo tempo.

## Problema mente-corpo
O problema mente-corpo diz respeito à explicação da relação, se houver, que existe entre mentes, ou processos mentais, e estados corporais ou processos. Ele é um problema filosófico que surge no campo da metafísica e da filosofia da mente. O problema surge devido ao fato de que os fenômenos mentais parecem ser qualitativa e substancialmente diferente do corpo físico em que eles parecem depender.
Existem algumas teorias importantes sobre a resolução do problema. Dualismo é a teoria de que a mente e o corpo são duas substâncias distintas, e monismo é a teoria de que mente e corpo são, na realidade, apenas uma substância. Materialistas monista (também chamado de fisicalistas) consideram que ambos são matéria, e idealistas monistas entendem que ambos estão na mente. Monistas neutros consideram que ambos são redutíveis a uma terceira substância neutra.
Há vários experimentos mentais sobre a identidade.
Por exemplo:
- Homem do pântano
- Navio de Teseu (sobre identidade em geral)
- O príncipe e o sapateiro de John Locke
- Teletransportador de Parfit